# Artikel 84 des Grundgesetzes für die Bundesrepublik Deutschland
Artikel 84 des Grundgesetzes für die Bundesrepublik Deutschland enthält nähere Bestimmungen über die Ausführung der Bundesgesetze durch die Länder als eigene Angelegenheit, was gem. Art. 83 GG die Regel ist. Neben der Ausführung von Landesgesetzen (Landeseigenverwaltung im engeren Sinn) haben die Länder auch die Verwaltungskompetenz zur Ausführung von Bundesgesetzen (Landeseigenverwaltung im weiteren Sinn). 

## Normierung
Art. 84 GG lautet seit seiner letzten Änderung mit Wirkung zum 1. September 2006 durch die Föderalismusreform:
(2) Die Bundesregierung kann mit Zustimmung des Bundesrates allgemeine Verwaltungsvorschriften erlassen.
(3) Die Bundesregierung übt die Aufsicht darüber aus, daß die Länder die Bundesgesetze dem geltenden Rechte gemäß ausführen. Die Bundesregierung kann zu diesem Zwecke Beauftragte zu den obersten Landesbehörden entsenden, mit deren Zustimmung und, falls diese Zustimmung versagt wird, mit Zustimmung des Bundesrates auch zu den nachgeordneten Behörden.
(4) Werden Mängel, die die Bundesregierung bei der Ausführung der Bundesgesetze in den Ländern festgestellt hat, nicht beseitigt, so beschließt auf Antrag der Bundesregierung oder des Landes der Bundesrat, ob das Land das Recht verletzt hat. Gegen den Beschluß des Bundesrates kann das Bundesverfassungsgericht angerufen werden.

## Auslegung durch das Bundesverfassungsgericht
Zur Einrichtung der Behörden im Sinne von Art. 84 Abs. 1 GG gehört auch die Festlegung ihres näheren Aufgabenkreises. Dies ist qualitativ zu sehen; rein quantitative Vermehrungen bereits bestehender Aufgaben greifen nicht in den den Ländern vorbehaltenen Bereich ein.
Vorschriften über das Verwaltungsverfahren im Sinne von Art. 84 Abs. 1 GG sind jedenfalls gesetzliche Bestimmungen, die die Tätigkeit der Verwaltungsbehörden im Blick auf die Art und Weise der Ausführung des Gesetzes einschließlich ihrer Handlungsformen, die Form der behördlichen Willensbildung, die Art der Prüfung und Vorbereitung der Entscheidung, deren Zustandekommen und Durchsetzung sowie verwaltungsinterne Mitwirkungsvorgänge und Kontrollvorgänge in ihrem Ablauf regeln. Das ist nicht der Fall, wenn eine Norm einen materiell-rechtlichen Anspruch gewährt und damit zwar ein Handeln der Behörde erzwingt, aber das Verfahren hierfür – auch indirekt – nicht mit festlegt.
Ein Gesetz ist nicht allein deshalb zustimmungsbedürftig, weil es Belange der Länder berührt. Enthält ein Zustimmungsgesetz jedoch sowohl materiell-rechtliche Regelungen als auch Vorschriften für das Verwaltungsverfahren der Landesverwaltung gemäß Art. 84 Abs. 1 GG, so ist auch ein dieses Gesetz änderndes Gesetz zustimmungsbedürftig, wenn durch die Änderung materiellrechtlicher Normen die nicht ausdrücklich geänderten Vorschriften über das Verwaltungsverfahren bei sinnorientierter Auslegung ihrerseits eine wesentlich andere Bedeutung und Tragweite erfahren.
Unter „Bundesregierung“ im Sinne von Art. 84 Abs. 2 GG ist das aus dem Bundeskanzler und den Bundesministern bestehende Kollegium zu verstehen. Durch ein mit Zustimmung des Bundesrats ergangenes Gesetz kann aber auch ein Bundesminister zum Erlass allgemeiner Verwaltungsvorschriften für den Vollzug von Bundesgesetzen durch die Länder ermächtigt werden.